# Dolní Oldřiš
Dolní Oldřiš (německy Nieder Ullersdorf) je malá vesnice, část obce Bulovka v okrese Liberec. Nachází se asi pět kilometrů severovýchodně od Bulovky. Dolní Oldřiš je také název katastrálního území o rozloze 7,74 km².

## Historie
První písemná zmínka o vesnici pochází z roku 1417, ačkoli již roku 1346 je v záznamech míšeňského biskupství doložena existence kostela v obci Dolní Oldříš. Byla lenním statkem spravovaným z dnes zaniklé věžovité tvrze. Tvrz byla patrně opuštěna na sklonku 15. století. Nová správní budova vznikla o několik desítek metrů východněji a jejími majiteli se stala zámožná zhořelecká rodina Eberhardtů, která se zde udržela až do 17. století. Roku 1689 ves koupili Gallasové z Frýdlantu. Na zdi kostela svatého Martina se nacházejí náhrobky Anny z Eberhardtu († 1592), Abrahama z Eberhardtu a dalších dvou příslušníků rodu. Roku 1845 žilo v obci 550 obyvatel v 90 domech, roku 1935 221 obyvatel (v obou případech z drtivé většiny německé národnosti). Po válce přišlo vysídlení původních německých obyvatel, ves se zcela vylidnila a roku 2001 zde žilo pouhých 26 lidí v 9 domech. Obec se stala součástí Bulovky 22. 7. 1950.

## Pamětihodnosti
- Kostel svatého Martina
- Smírčí kříž
- Dům če. 3